# تيتيس
تيتيس (الاسم العلمي Tethys)، جنس حيوانات بحرية من الرخويات بطنيات القدم خلفيات الخياشيم العديدة. أنواعه ثلاثة، أعطانها بحار البلاد المعتدلة الحرارة. تعيش معظم حياتها في القاع على أعماق تراوح من 30 إلى 100 م.